# Comuna Poleanî, Zolociv
Poleanî (în ucraineană Поляни) este o comună în raionul Zolociv, regiunea Liov, Ucraina, formată din satele Ciîjiv, Krasnosilți, Mahnivți și Poleanî (reședința).

## Demografie
Componența lingvistică a comunei Poleanî
     Ucraineană (99,72%)
     Alte limbi (0,21%)
Conform recensământului din 2001, majoritatea populației comunei Poleanî era vorbitoare de ucraineană (99,72%), existând în minoritate și vorbitori de alte limbi.